# Тяговый преобразователь
Тя́говый преобразова́тель — силовой модуль, предназначенный для управления тяговым электродвигателем (ТЭД); входит вместе с ТЭД в состав тягового привода. Используются в основном для асинхронных приводов, являются основными элементами силовых цепей электротранспорта и подъёмной техники.

## История
Тип преобразователя зависит как от типа двигателя, так и от рода тока питающей сети: если двигатель асинхронный либо синхронный — требуется инвертор, вырабатывающий трёхфазную систему напряжений, если двигатель коллекторный — преобразователь значительно упрощается, это может быть выпрямитель, выпрямительно-инверторный преобразователь (ВИП) либо преобразователь постоянного напряжения.
Приводы с реостатным регулированием начали использоваться в электротранспорте с 1880-х годов для обеспечения плавного передвижения вагона. Автоматический реостатный регулятор известен с начала XX века и называется реостатно-контакторной системой управления (РКСУ). Главным элементом является контроллер с системой реостатов. Для ускорения контакторные элементы контроллера начинают поочерёдно замыкаться; машина начинает плавно ускоряться. При торможении некоторые приводы переходят в режим электрического торможения — динамического (также называемого реостатным — выработанная двигателем энергия нагревает резисторы) либо рекуперативного (энергия возвращается в сеть).
Недостатки РКСУ:
- Перегрев.
- Избыточный расход электроэнергии.

Решение проблемы:
В 1970-х годах в нескольких странах одновременно началась разработка тиристорных систем контроля привода. Широкое распространение в СССР эта система получила в 1970-х годах на железной дороге и в 1980-х годах на городском транспорте, начиная с 1981 года троллейбусы Škoda 14Tr стали снабжаться GTO-модулями. Такая система носит название тиристорно-импульсной системы управления (ТИСУ). Ток от тягового преобразователя подаётся на привод с частотой 400 Гц с регулируемой скважностью. Это как обеспечивает плавный ход, так и позволяет избегать ненужного расхода электроэнергии.

## Виды преобразователей

### Выпрямитель

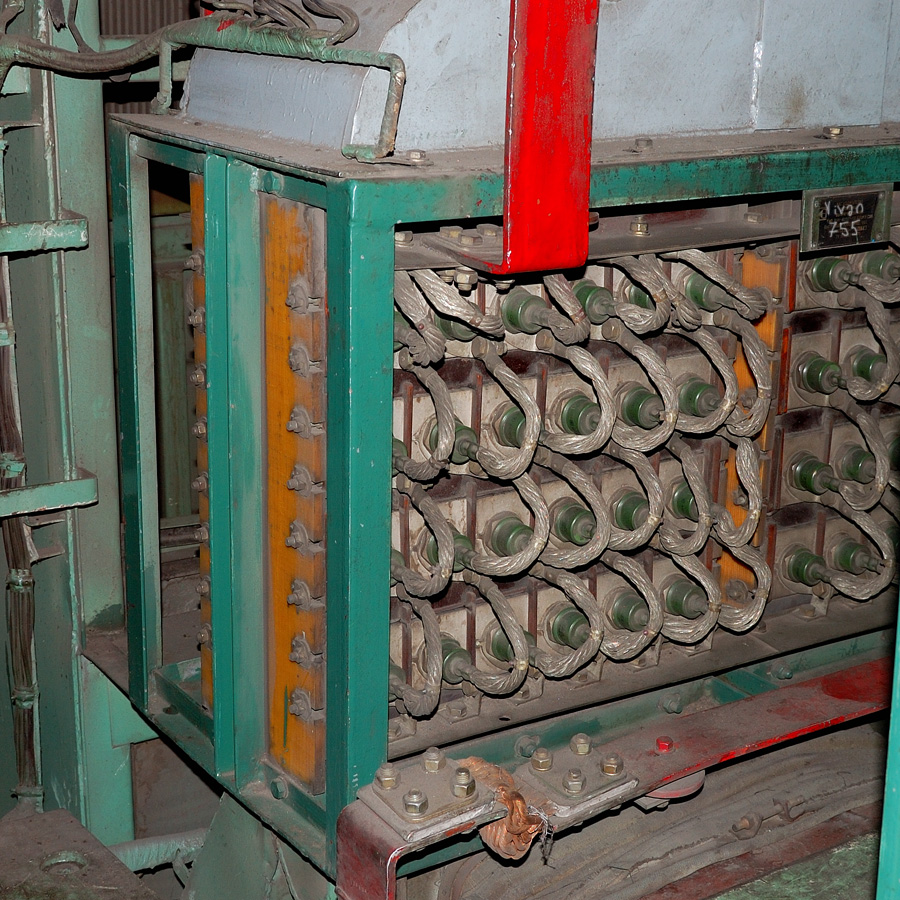
Силовой диодный выпрямитель электровоза ВЛ80С

Выпрямитель, собранный целиком из обычных неуправляемых диодов, сам по себе устройством управления не является и нужен лишь для преобразования переменного тока в пригодный для питания коллекторных двигателей постоянный. Для регулирования напряжения выпрямитель работает паре с контактным регулирующим устройством. В паре с переключателем РПН, встроенным в трансформатор, выпрямитель входит в состав тяговых подстанций постоянного тока — РПН используется только для стабилизации напряжения в контактной сети, в паре с электроконтроллером главным ЭКГ или переключателем ступеней TPPL — в состав соответственно советских электровозов ВЛ60 и ВЛ80 и чешских электровозов ЧС4, ЧС4Т, ЧС8, а также других электровозов переменного тока, произведённых чешским заводом Škoda Transportation — ЭКГ и TPPL используются для регулирования силы тяги. На электровозе ВЛ61, созданном до появления ЭКГ, использовались раздельные контакторы.
На некоторых электровозах, в частности, Sr1, произведённых в СССР для финских ЖД, установлены полууправляемые выпрямители, собранные частично из диодов, частично из тиристоров. Тиристоры позволяют за счёт фазового регулирования управлять ТЭДами без применения контактной аппаратуры.

### Выпрямительно-инверторный преобразователь
В случае, если все плечи преобразователя собраны из управляемых вентилей, преобразователь способен работать двунаправленно — как выпрямителем, так и инвертором. Такой преобразователь называется выпрямительно-инверторным (ВИП) используется как узел управления тяговыми двигателями на электровозах ВЛ80Р, ВЛ85, ЭП1, Э5К. Их ВИПы собраны из незапираемых тиристоров, в режиме тяги двигатели работают на последовательном возбуждении, их ЭДС меньше ЭДС трансформатора, управляющие импульсы на тиристоры подаются так, чтобы они открывались как диоды в обычном мостовом выпрямителе. При рекуперации двигатели переходят на независимое возбуждение, что позволяет получить в них ЭДС выше ЭДС трансформатора, а тиристоры ВИП открываются в обратном порядке (в противофазе) и переменный ток во вторичной обмотке трансформатора наводит ЭДС в первичной (сетевой) обмотке — энергия возвращается в сеть.

### Преобразователь постоянного напряжения
На машинах с ТЭД постоянного тока, питающихся от сети постоянного тока, установлен преобразователь постоянного напряжения той или иной схемы. Общий принцип работы большинства из них — прерывистое (импульсное) потребление энергии из сети и сглаживание полученного пульсирующего постоянного тока, в результате чего на ТЭД подаётся напряжение, меньшее напряжения сети. В роли силового ключа (прерывателя) может быть использован транзистор, в том числе IGBT, или запираемый тиристор (GTO-тиристор) — в этом случае схема преобразователя проста, может быть использован обычный тиристор — в этом случае требуются дополнительные элементы коммутации тиристора (диоды и конденсаторы), так как незапираемый тиристор, открывшись, не закроется до пропадания силового тока, чего при питании от сети постоянного тока не происходит.
Силовые преобразователи на незапираемых тиристорах (преобразователи схемы Моргана) установлены на трамвайных вагонах Tatra T6B5, чешских электровозах серий 162, 163 (Škoda 99E, 71E) и 363 (Škoda 69E).

### Преобразователь частоты и числа фаз

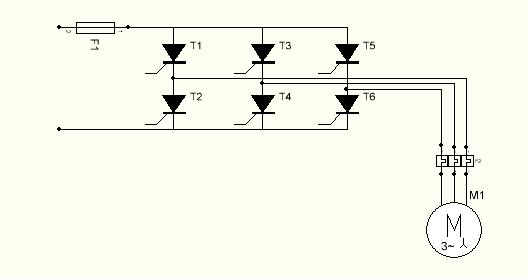
GTO-преобразователь для одного двигателя по схеме Ларионова

### IGBT

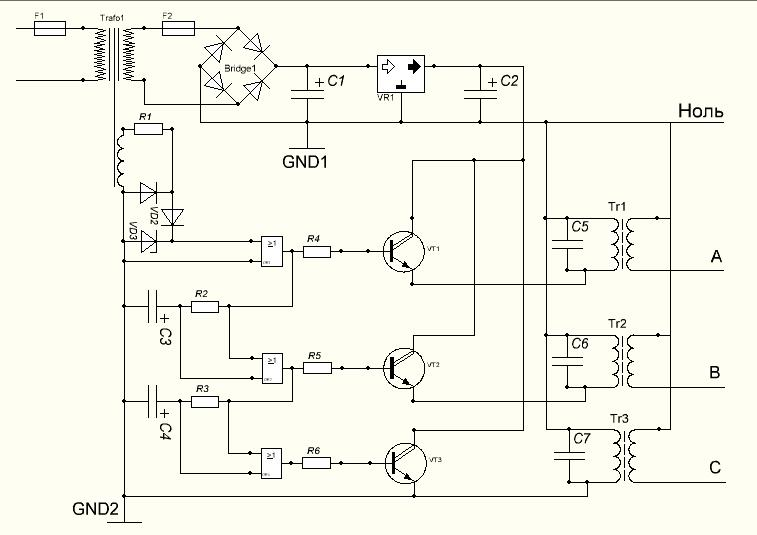
Принципиальная схема IGBT инвертора по схеме Миткевича. Данный инвертор можно встретить, например в современных моделях троллейбусов с 1 тяговым приводом

IGBT — Insulated Gate Bipolar Transistor . Разработка началась в 1990-х, широкое применение нашли с конца 1990-х годов. Упрощается реализация рекуперативного торможения. Троллейбус или трамвай, снабжённый IGBT-модулем, при торможении (при переходе привода в режим генератора) не нагревает реостат, а отдаёт ток обратно в контактную сеть.
Двойное трансформирование приводит к двойному расходу меди и стали. В этой схеме транзисторные ключи создают только один полупериод. Эта схема является аналогом трёх однополупериодных выпрямителей со всеми их недостатками — большое эквивалентное активное сопротивление (большой расход меди), очень низкий коэффициент использования габаритной мощности трансформатора (большой расход стали). Один трёхфазный трансформатор такой же мощности имеет меньший вес и размеры, чем три однофазных. Поэтому, как и в мощных выпрямителях, в мощных преобразователях (инверторах) перешли к трёхфазным преобразователям по схеме Ларионова, которая позволяет применить ключи с почти вдвое меньшей мощностью. Преобразователь по схеме «три параллельных полных моста» имеет ещё лучшие характеристики и позволяет применять ключи с почти вдвое меньшей мощностью, чем в схеме Ларионова.

### Трёхфазный преобразователь по схеме «три параллельных полных моста»
Трёхфазный преобразователь по схеме «три параллельных полных моста» (на двенадцати ключах) по многим параметрам превосходит инвертор по схеме Ларионова («три параллельных полумоста» (на шести ключах)).